# 배틀 네트워크 록맨 에그제
《배틀 네트워크 록맨 에그제》(バトルネットワーク ロックマンエグゼ)는 캡콤이 제작한 2001년 전략 롤플레잉 게임이다. 《록맨 에그제》 시리즈의 첫 번째 본편 게임으로 게임보이 어드밴스 플랫폼으로 개발돼 일본서 2001년 3월 21일 처음 발매됐다. 북미 및 유럽 지역에선 《메가맨 배틀 네트워크》라는 제목으로 발매됐다.
무대는 인터넷이 사회의 기반이 된 가상의 21세기로, 사람들이 '넷내비'라는 아바타를 통해 가상현실을 경험하고 전자기기를 조작한다. 주인공은 소년 히카리 넷토와 그의 넷내비 록맨.EXE로 범죄집단 WWW을 저지하는 이야기를 그렸다.
플랫폼 게임플레이를 중시한 이전 《록맨》 게임들과는 달리 전략 롤플레잉 게임 구조로 구성된 것이 특징이다. 플레이어는 현실에서 넷토를, 가상세계에서 록맨.EXE를 조종하며 후자를 통해 전투를 치른다. 《록맨 에그제》의 전투는 실시간으로 전개되며 특수능력을 부여하는 배틀칩을 이용해 게임 내 가상공간의 컴퓨터 바이러스를 퇴치하는 것이 목표이다.
《록맨 에그제》는 당시 트레이딩 카드 게임의 유행에 따라 기획됐다. 출시 당시 대체적으로 긍정적인 평가를 받았으며 본작의 상업적 성공으로 《배틀 네트워크 록맨 에그제 2》를 시작으로 후속작 및 외전 게임들이 출시됐으며 타 매체로도 전개됐다. 2009년, 닌텐도 DS로 개량판 《록맨 에그제 오퍼레이션 슈팅 스타》가 발매됐다.

## 참조

### 주해
1. ↑  영어: Mega Man Battle Network